# Prosper Bonaventure Ky
Prosper Bonaventure Ky (Toma, Nayala, Alto Volta, 10 de janeiro de 1965) é um clérigo burkinabe e bispo católico romano de Dédougou.
Prosper Bonaventure Ky estudou no seminário Saint Jean-Baptiste em Ouagadougou e Saint Pierre Claver em Bobo-Dioulasso. Em 23 de julho de 1994 recebeu o sacramento da ordenação para a diocese de Dédougou.
De 1994 a 1998 lecionou no seminário masculino de Nasso, em Bobo-Dioulasso. Nos dois anos seguintes foi capelão da catedral de Dédougou e de 2000 a 2003 dirigiu o seminário masculino da diocese em Tionkuy. De 2003 a 2010 estudou em Roma, na Universidade Pontifícia Salesiana, onde obteve o doutorado em psicologia. Depois de dois anos de pastoral na sua cidade natal, em 2012 tornou-se secretário permanente do clero africano no Burkina Faso e responsável pela casa de estudos para sacerdotes em Ouagadougou.
O Papa Francisco nomeou-o Bispo de Dédougou em 24 de abril de 2018. Recebeu a ordenação episcopal em 21 de julho do mesmo ano.